# トーマス・F・モンテレオーネ
トーマス・F・モンテレオーネ（Thomas F. Monteleone、1946年 - ）は、アメリカ合衆国のSF作家、ホラー作家。トマス・F・モンテルオーニの表記もある。

## 日本語訳された著作リスト

### 長編
- 『聖なる血』 The Blood of the Lamb （扶桑社ミステリー）
1993年ブラム・ストーカー賞受賞
- 『破滅の使徒』 The Reckoning （扶桑社ミステリー）

### 短編
- 「既視感」 Present Perfect
- 「夜は早く凍てつく」 The Night Is Freezing Fast
- 「路傍の医師」 The Roadside Scalpel
- 「集団発生」 Group Phenomena
- 「リハーサル」 Rehearsais
- 「真実の輪」 The Ring of Truth